# Serghei Dadu
Serghei Dadu (født 23. januar 1981) er en moldavisk professionel fodboldspiller (angreb) hos FC Midtjylland.
Dadu blev købt i januar 2007 som en offensiv styrkelse i FCM's trup. Serghei Dadu blev købt fra den russiske storklub CSKA Moskva som erstatning til nyligt solgte Mikkel Thygesen.
Dadu blev i 2002 topscorer i ligaen i sit hjemland med 19 mål i 21 kampe, desuden har en repræsenteret sit hjemland i 25 landskampe og er noteret for 7 landskampsmål.
I en træningskamp mod AGF i februar 2007 scorede Dadu 2 mål for FCM.
Dadu fik sin Superligadebut i 10. marts 2007 i forårspræmieren mod Vejle Boldklub.